# Викрадення і вбивство сім'ї Бібас

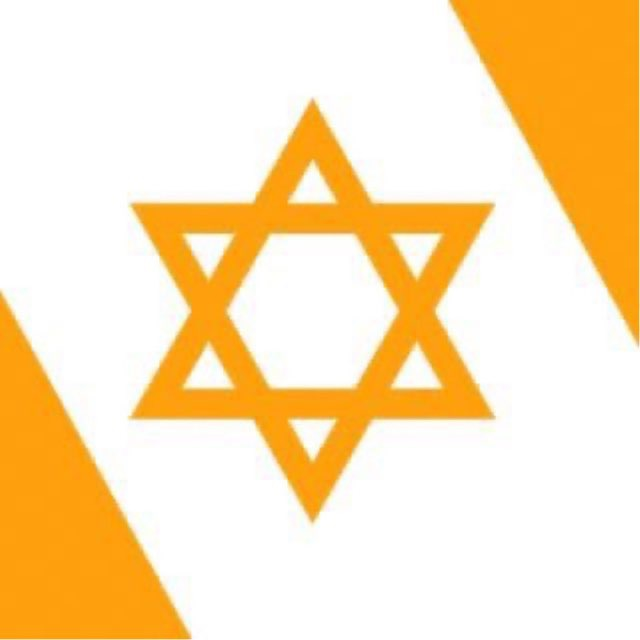
Стилізований ізраїльський прапор помаранчевого кольору (що символізує колір волосся дітей) на знак пам'яті про загиблих Кфіра та Аріеля Бібаса в офіційному Twitter-акаунті Ізраїлю

Під час різанини 7 жовтня 2023 року палестинські терористи викрали сім'ю Бібас (івр. ביבס) з їхнього будинку в кібуці Нір-Оз на півдні Ізраїлю. Сім'я складалася з 34-річного Ярдена (івр. ירדן), його 32-річної дружини Ширі (івр. שירי; уроджена Зільберман) та їхніх двох синів Аріеля (івр. אריאל) та Кфіра (івр. כפיר), яким було 4 роки та 9 місяців відповідно. Сім'я мала множинне громадянство Ізраїлю та Аргентини. Ярден Бібас був викрадений окремо від своєї дружини і дітей. Всі четверо були утримувані в заручниках в секторі Газа. Фотографії Аріеля і Кфіра Бібасів, наймолодших заручників терористів ХАМАС, широко розповсюджувалися в Ізраїлі та на міжнародному рівні. Під час різанини терористами також було вбито батьків матері сім'ї Ширі Бібас — 67-річного Йосі Зільбермана і його 63-річну дружину Маргіт, а також собаку Бібасів.
Наприкінці 2023 року ХАМАС заявив, що Ширі, Аріель і Кфір Бібас нібито загинули під час ізраїльських бомбардувань Гази. Ізраїль не підтвердив їхню смерть, але висловив серйозне занепокоєння щодо їхнього добробуту. 1 лютого 2025 року в рамках перемир'я у війні в Газі, укладеного у 2025 році, ХАМАС звільнив Ярдена Бібаса живим. 20 лютого він передав труни, які, за його словами, містили тіла його дружини та синів. Ізраїль перевірив останки Аріеля та Кфіра Бібасів за допомогою тесту ДНК, але заявив, що передані йому жіночі рештки належали не Ширі, а неідентифікованій палестинській жінці. Ізраїльська влада звинуватила ХАМАС у порушенні угоди про припинення вогню і зажадала від нього повернути правильне тіло. 21 лютого ХАМАС передав ще один набір останків, які, як підтвердило подальше ДНК-тестування, належать Ширі Бібас. Повернення тіл Ширі, Аріель і Кфіра Бібас ознаменувало собою момент, коли всі жінки і діти, взяті в заручники під час нападів 7 жовтня, були репатрійовані до Ізраїлю.
Ізраїльський судово-медичний аналіз показав, що Аріель і Кфір Бібас були вбиті «голими руками», а Ширі Бібас була «жорстоко вбита» у листопаді 2023 року.

## Викрадення

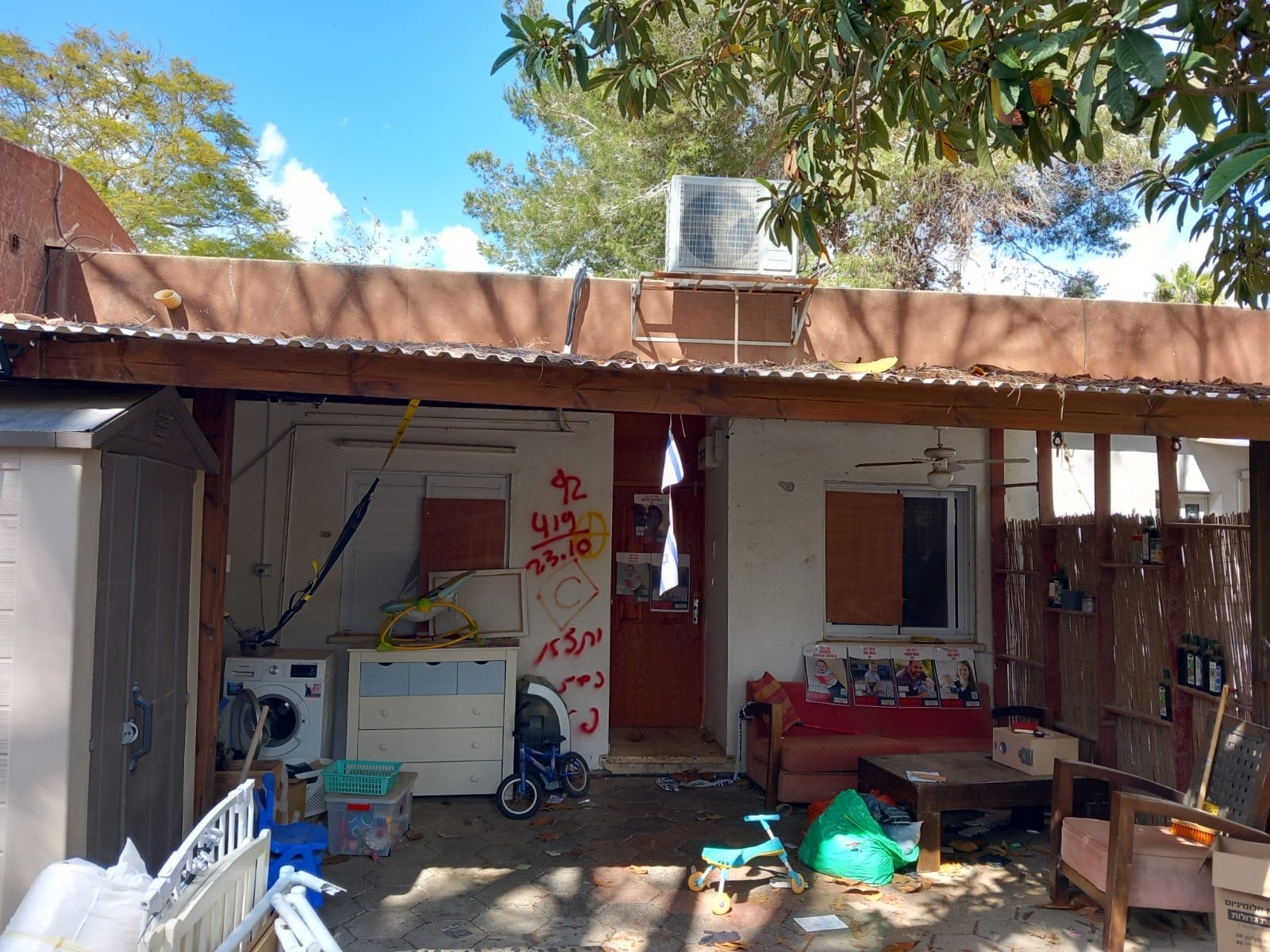
Дім Бібасів після викрадення

Сім'я Бібас на момент викрадення складалася з 34-річного Ярдена, його 32-річної дружини Ширі та двох синів: 4-річного Аріеля і 9-місячного Кфіра. У кібуці Нір-Оз також проживали батьки Ширі — 67-річний Йосі Зільберман, який народився в Аргентині та прожив в Ізраїлі 40 років, а також його дружина, 63-річна Маргіт, яка переїхала до Ізраїлю в 1970-х роках із Перу разом зі своєю сім'єю. За словами родичів, до нападу сім'я обговорювала можливість покинути кібуц і переїхати на Голанські висоти, втомившись від постійного страху, пов'язаного з близькістю до сектору Газа і ракетними обстрілами звідти.
У день вторгнення Ярден Бібас встиг написати месенджером сестрі Офрі, що вони з Ширі та дітьми в захищеній кімнаті. Приблизно о 9:30 він написав, що поруч із їхнім будинком іде стрілянина. Потім написав сестрі та батькам, що любить їх. А ще через 15 хвилин — що терористи вже в будинку. Більше Ярден не писав. Повідомляється, що Ярден не наважувався використати пістолет, який був у нього в будинку, через велику кількість терористів з автоматичною зброєю.
В Інтернеті були поширені численні матеріали про сім'ю, включно з відео, на якому оточена терористами Ширі тримає на руках своїх рудоволосих дітей із виразом жаху на обличчі. На кількох фото, знайдених пізніше, у Ярдена, якого виводили терористи, закривавлена голова.
Під час різанини в кібуці Нір-Оз терористами було вбито батьків матері сім'ї — Йосі Зільбермана і його дружину Маргіт, а також собаку сім'ї Бібас на прізвисько Тонто.

## Зусилля зі звільнення

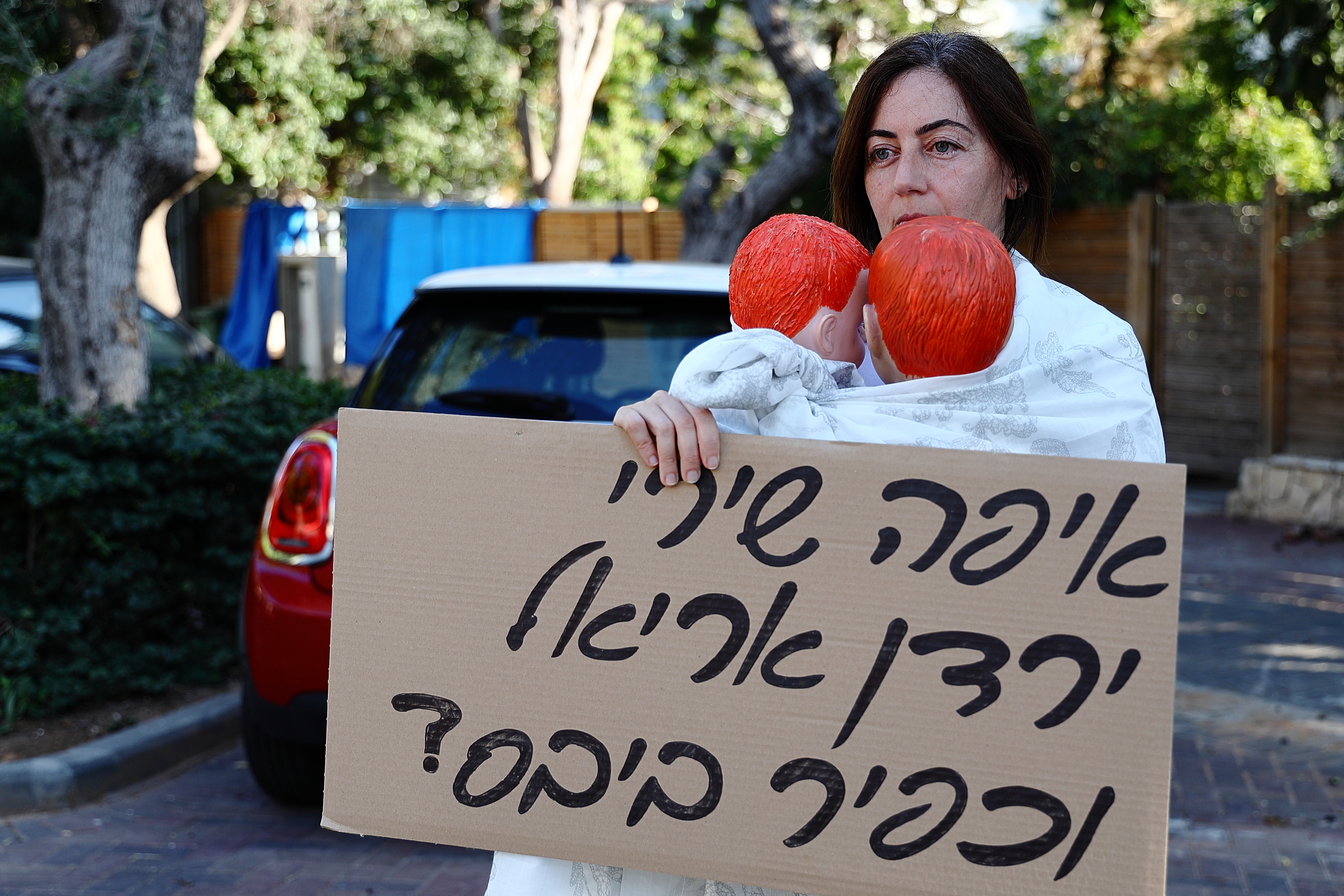
Протестувальниця перед приватною резиденцією президенту Ізраїлю відтворює нерухоме зображення з відео з нагрудної камери.
― серпень 2024

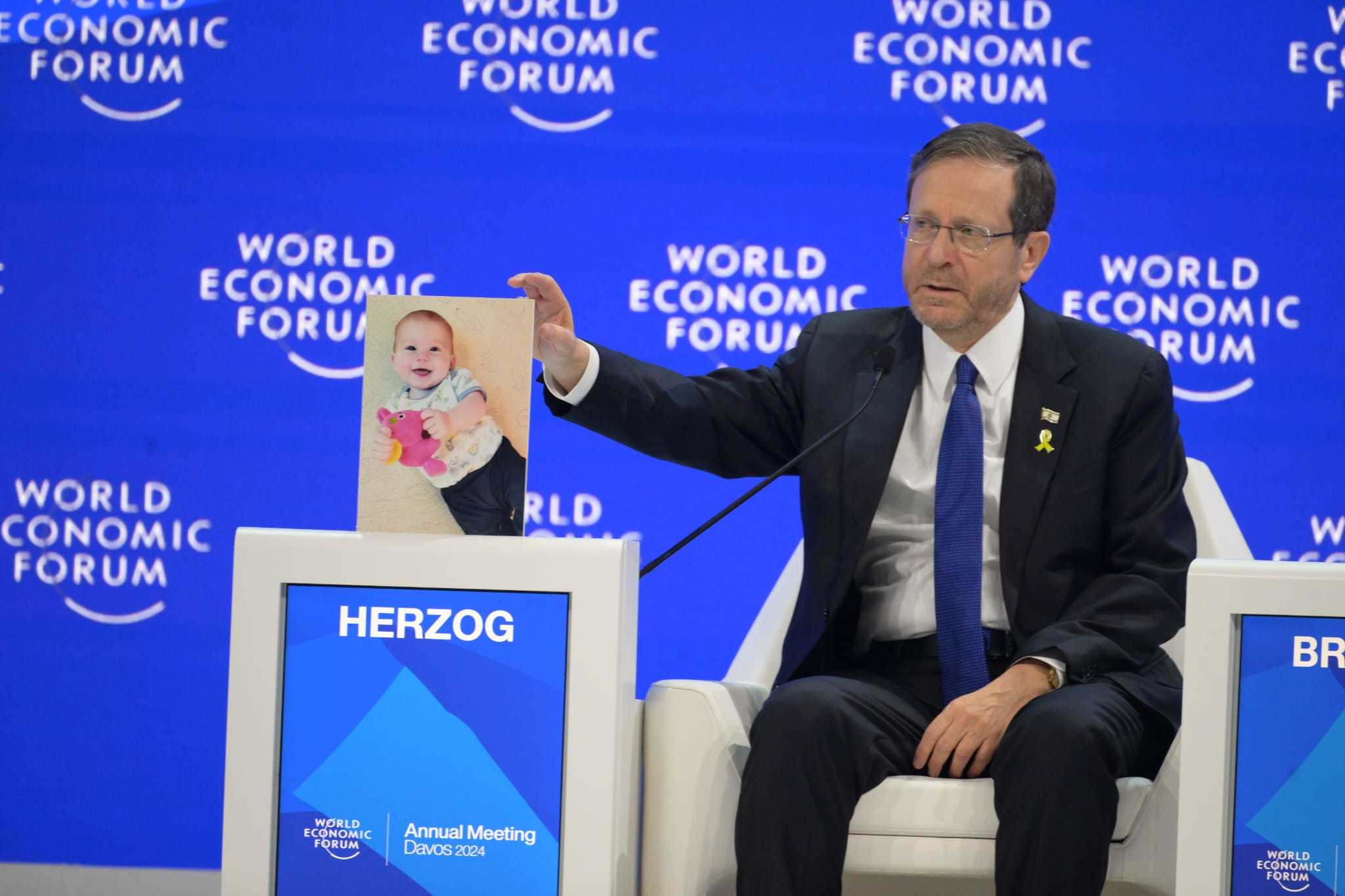
Президент Ізраїлю Іцхак Герцоґ під час Всесвітнього економічного форуму демонструє фотографію Кфіра Бібаса в день його народження — січень 2024 року

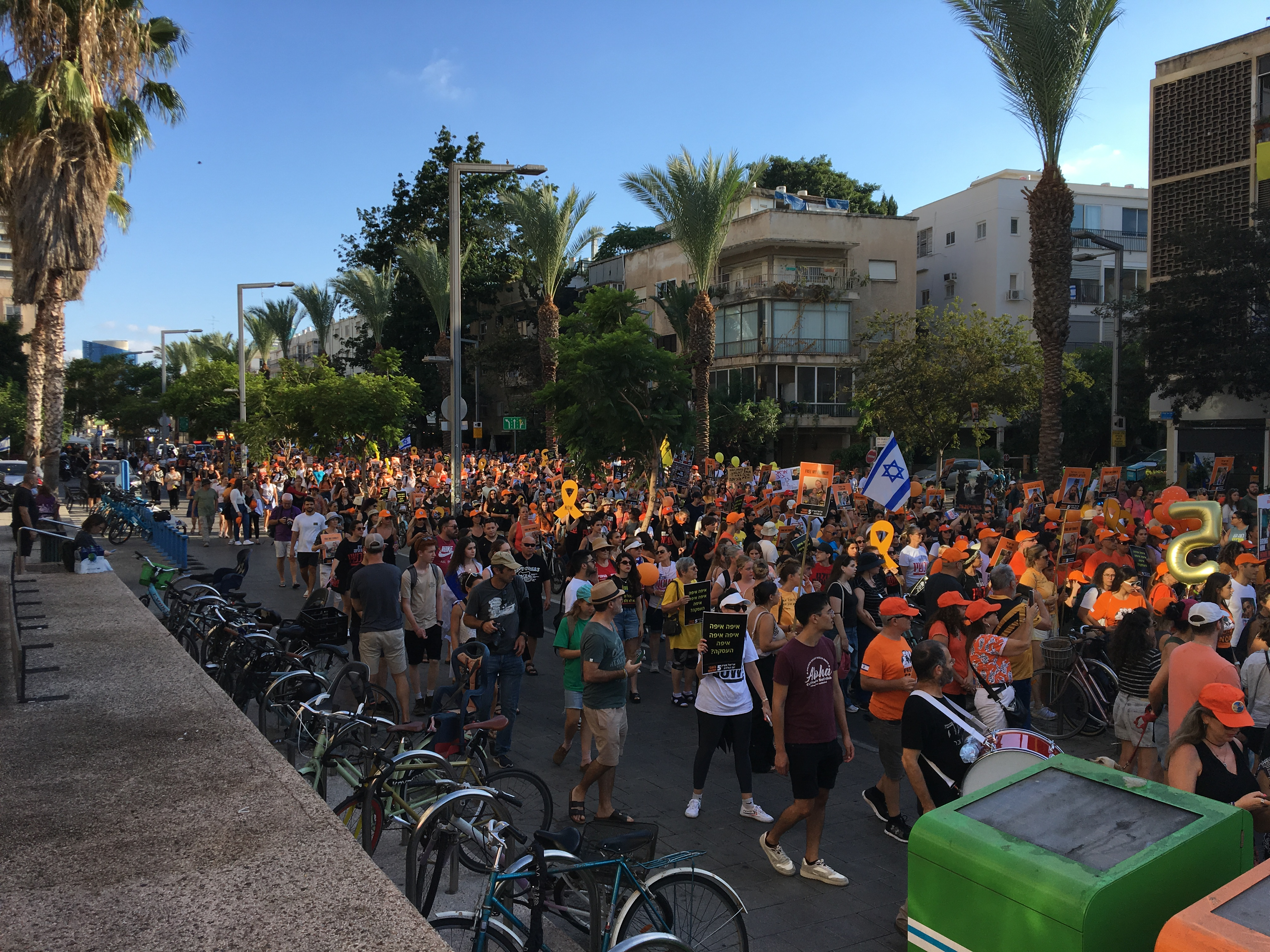
Марш на честь 5-го дня народження Аріеля Бібаса — серпень 2024 року

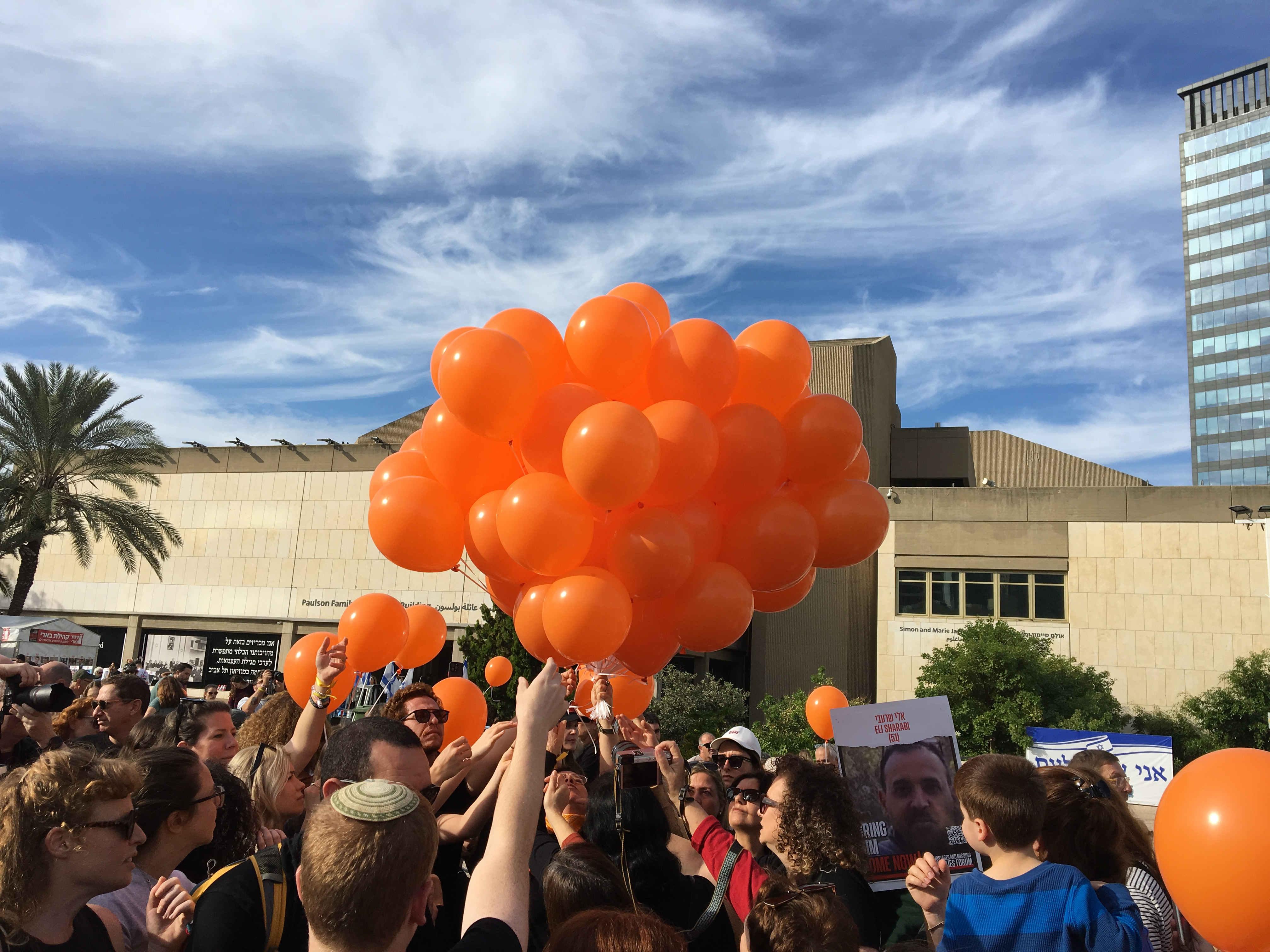
Запуск помаранчевих кульок (що символізують колір волосся дітей) з Площі заручників
— грудень 2023 року

Очікувалося, що Ширі та її діти будуть звільнені під час першого обміну ізраїльських заручників на палестинських в'язнів, 24 листопада 2023 року. Ізраїль вважав порушенням угоди факт того, що їх не звільнили. Їхні родичі почали громадську кампанію з вимогою їхнього звільнення. 29 листопада збройне крило ХАМАС, «Бригади Аль-Кассама», заявило, що Ширі та її діти були вбиті в результаті ізраїльських авіаударів, не представивши доказів цього. Ізраїль заявив, що твердження ХАМАСу не перевірені, і попередив, що це може бути психологічною війною.
1 грудня 2023 року ХАМАС запропонував звільнити тіла Ширі, Кфір та Аріель. Ізраїль не відповів на цю пропозицію. Цю пропозицію також підтвердили ізраїльські офіційні особи та арабські дипломати. Ізраїль відмовився, вимагаючи, щоб живі жінки-заручниці були повернуті раніше, ніж тіла загиблих. Того ж дня ХАМАС також уточнив, що Ширі, Кфір і Аріель були нібито вбиті ізраїльськими авіаударами до того, як перемир'я набуло чинності. ЦАХАЛ відповів, що «ХАМАС повністю відповідає за безпеку всіх заручників».
Один із членів сім'ї Бібас звертався до президента США Джо Байдена, президента Єгипту Абдулу Фаттаха Ас-Сісі та еміра Катару Таміма ібн Хамада Аль Тані, а також до уряду Аргентини, з проханням допомогти у звільненні сім'ї. За словами міністра закордонних справ Ізраїлю Елі Коена, на початку грудня 2023 року всі посольства і консульства Ізраїлю або висвітлили свої будівлі помаранчевим кольором, або виставили зображення сім'ї на день першого запалення ханукальних свічок.
Напередодні першого дня народження Кфіра Бібаса в січні 2024 року члени його сім'ї відсвяткували його день народження (18 січня) і підвищили обізнаність про сім'ю, яка, як повідомляється, все ще утримується в заручниках. Сотні людей зібралися на Площі заручників у Тель-Авіві, щоб вшанувати Кфіра та його сім'ю виступом ізраїльських зірок дитячої музики та одягнути помаранчевий колір, що символізує волосся двох дітей. Фотографію Кфіра також можна було побачити поруч із президентом Ізраїлю Іцхаком Герцогом під час його виступу на Всесвітньому економічному форумі того ж тижня. 19 лютого 2024 року ізраїльські військові опублікували відео, на якому, як стверджується, були зображені члени сім'ї Бібас у районі Хан-Юніса.
У серпні 2024 року під час фестивалю «Дні рудого волосся» в Тілбурзі, Нідерланди, який відомий тим, що вшановує людей з рудим волоссям, члени сім'ї Бібас закликали учасників привернути увагу до дітей Бібас і підвищити обізнаність про те, що вони продовжують перебувати в заручниках.

## Звільнення та повернення тіл

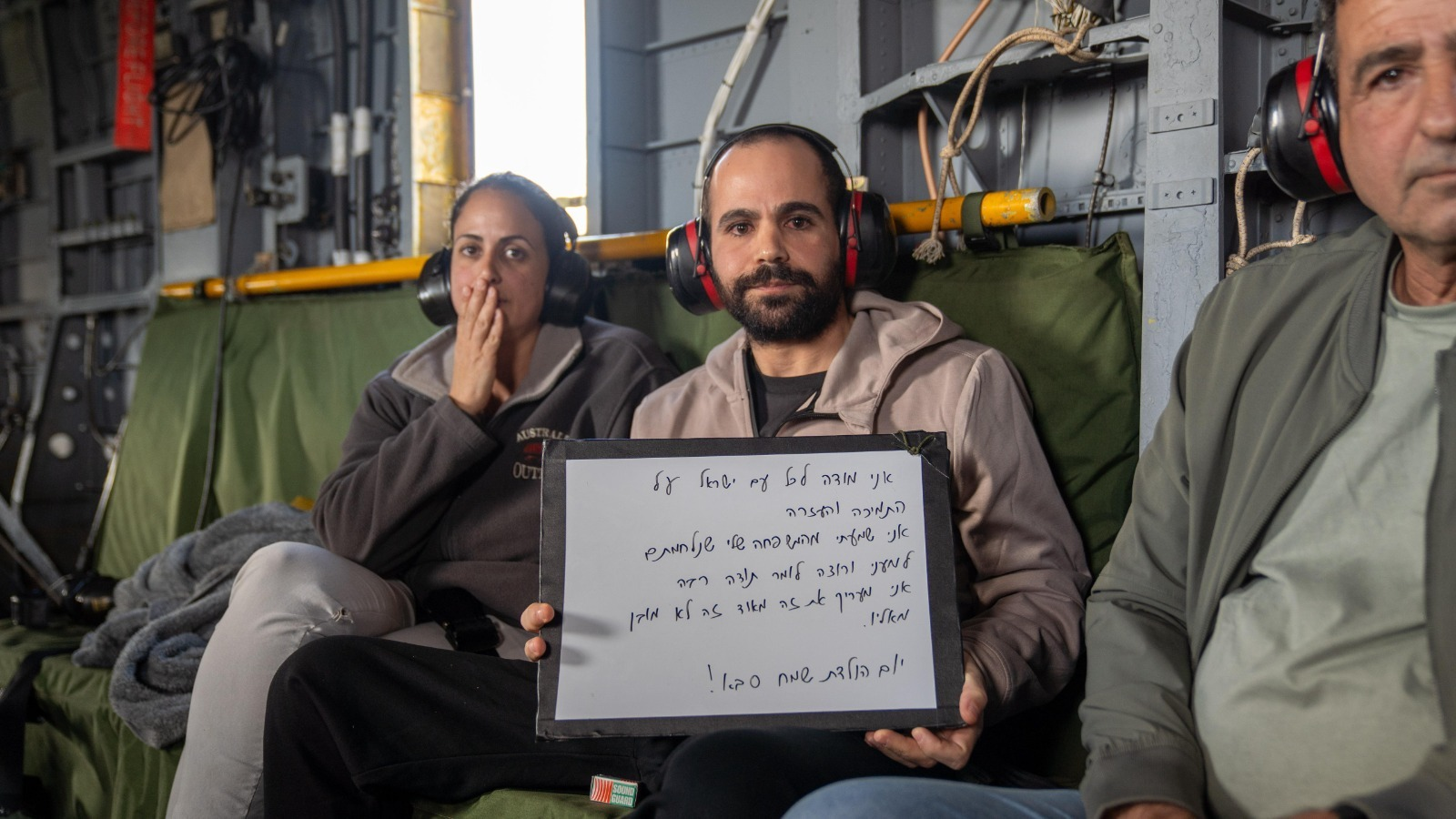
Ярден Бібас у гелікоптері після звільнення з полону ХАМАС в Газі.
— лютий 2025

Ярден Бібас був обміняний 1 лютого 2025 року в рамках другої угоди про припинення вогню між Ізраїлем і ХАМАС на засуджених палестинських злочинців з ізраїльських в'язниць і повернувся в Ізраїль, провівши в заручниках 484 дні. 20 лютого 2025 року ХАМАС обміняв тіла його дітей на чергову партію палестинських терористів.
Наступного дня після передачі тіл прес-секретар Армії оборони Ізраїлю заявив, що згідно з розвідувальною інформацією і даними судово-медичної експертизи терористи вбили дітей голими руками, після чого «вони вчинили жахливі дії, щоб приховати ці звірства».

## Реакція
Після звільнення Ярдена сім'я Бібас опублікувала заяву, що «чверть нашого серця повернулася.....але будинок залишається неповним». Його сім'я також подякувала ізраїльській громадськості за підтримку і турботу, а також за те, що, незважаючи на значну втрату ваги, він перебуває в доброму гуморі і фізично стабільний.
Після видачі тіл Аріеля і Кфіра президент Ізраїлю Іцхак Герцоґ виступив із заявою, в якій сказав, що «серця цілої нації розбиті вщент», і звернувся безпосередньо до загиблих, заявивши, що схиляє голову і просить вибачення за те, що не зміг захистити їх і повернути додому в цілості й схоронності.
Верховний комісар ООН з прав людини, австрійський юрист Фолькер Тюрк засудив «огидний спектакль», влаштований ХАМАСом, зазначивши, що будь-яка передача останків «повинна проводитися з повагою до пам'яті покійних і з повагою до родичів». МЗС Німеччини заявило: «Чотири труни, виставлені на сцені — це нестерпне видовище. До самої останньої хвилини сім'ї заручників піддаються терору з боку ХАМАС». Стефані Галлетт, тимчасова повірена у справах США в Ізраїлі, висловила обурення з приводу дій ХАМАСу. Вона заявила, що «цей день став нагадуванням про незбагненну жорстокість ХАМАС». Верховний муфтій Саудівської Аравії Абдуль-Азіз Аш-Шейх назвав те, що сталося цього дня, «ганьбою для ісламу, актом богохульства проти Аллага і гріхом».
Президент Аргентини Хав'єр Мілей оголосив дводенну національну жалобу, починаючи з 20 лютого, після повернення тіл, оскільки діти Бібас мали аргентинське громадянство. Сабріна Аймечет, президент Аргентинської комісії з прав людини, написала: «Двоє аргентинських немовлят були вбиті через тероризм ХАМАС. Я сподіваюся, що після цього мені більше ніколи не доведеться чути, що те, що відбувається в Ізраїлі і Газі, не стосується нас, всіх аргентинців».
Член ради Буенос-Айреса Яміль Санторо запропонував перейменувати «вулицю Палестини» на «вулицю сім'ї Бібас». Президент Мілей підтримав цю пропозицію, але інші запропонували перейменувати парк, а не вулицю Палестини, як данину пам'яті сім'ї Бібас.

## У мистецтві
|                                     |
| Сімʼя Бібас, стріт-арт в Тель-Авіві |

|                                    |
| Кфір Бібас, стріт-арт в Тель-Авіві |

|                                      |
| Аріель Бібас, стріт-арт в Тель-Авіві |

|                                        |
| Ширі з двома дітьми, стріт-арт в Хайфі |

|                                 |
| Діти Бібаса, стріт-арт в Ашдоді |

|                                                                                                  |
| Кфір Бібас під час свого першого дня народження, стріт-арт у районі Кірьят-Хамелаха в Тель-Авіві |

| |
| Скульптурне відтворення фотографії, зробленої з натільної камери одного з терористів ХАМАС під час викрадення |

|                                                                                                   |
| Ширі тримає двох своїх дітей на виставці Всесвітньої сіоністської організації на Площі заручників |

|                       |
| Кфір Бібас за ґратами |

|                                                                   |
| Столик у кав'ярні на Площі Хабіма, зарезервований для сім'ї Бібас |